# Équation de Navier
En mécanique des milieux continus, l’équation de Navier est l'équation qui relie la déformation d'un solide élastique linéaire isotrope aux forces appliquées.

## L'équation de Navier
On note {\displaystyle \mathbf {u} \left(\mathbf {x} ,t\right)} le champ des déplacements et {\displaystyle \mathbf {f} _{v}} la force volumique qui s'exerce.

On a  :
où {\displaystyle \lambda } et {\displaystyle \mu } sont les coefficients de Lamé du solide et {\displaystyle \rho _{0}} sa masse volumique. On peut écrire cette équation en fonction du module de Young E et du coefficient de Poisson {\displaystyle \nu } :

## Démonstration
On note {\displaystyle {\boldsymbol {\sigma }}~} le tenseur des contraintes et {\displaystyle {\boldsymbol {e}}~} le tenseur des déformations.
La relation fondamentale de la dynamique s'écrit :
{\displaystyle \rho _{0}{\frac {\partial ^{2}\mathbf {u} }{\partial t^{2}}}=\mathbf {div} {\boldsymbol {\sigma }}+\mathbf {f} _{v}}
D'autre part, on a la loi de Hooke :
{\displaystyle {\boldsymbol {\sigma }}=\lambda \mathrm {Tr} \left({\boldsymbol {e}}\right)\mathbf {I} +2\mu {\boldsymbol {e}}}
d'où (en appliquant la sommation sur les indices (Convention de sommation d'Einstein)) :
{\displaystyle {\begin{aligned}\left(\mathbf {div} {\boldsymbol {\sigma }}\right)_{i}&=\lambda \left(\mathbf {div} \left(\mathrm {Tr} \left({\boldsymbol {e}}\right)\mathbf {I} \right)\right)_{i}+2\mu \left(\mathbf {div} {\boldsymbol {e}}\right)_{i}\\\ &=\lambda {\frac {\partial }{\partial x_{j}}}\left(\mathrm {Tr} \left({\boldsymbol {e}}\right)\mathbf {I} \right)_{ij}+2\mu {\frac {\partial e_{ij}}{\partial x_{j}}}\\\ &=\lambda {\frac {\partial e_{ll}}{\partial x_{i}}}+2\mu {\frac {\partial e_{ij}}{\partial x_{j}}}\\\ &=\lambda {\frac {\partial ^{2}u_{l}}{\partial x_{i}\partial x_{l}}}+\mu {\frac {\partial }{\partial x_{j}}}\left({\frac {\partial u_{i}}{\partial x_{j}}}+{\frac {\partial u_{j}}{\partial x_{i}}}\right)\\\ &=(\lambda +\mu ){\frac {\partial ^{2}u_{j}}{\partial x_{i}\partial x_{j}}}+\mu {\frac {\partial ^{2}u_{i}}{\partial x_{j}^{2}}}\\\ &=\left(\lambda +\mu \right)(\mathbf {grad} \left(\mathrm {div} \;\mathbf {u} \right))_{i}+\mu (\Delta \mathbf {u} )_{i}\end{aligned}}}
ce qui donne la relation cherchée.